# 鉬鈣礦
鉬鈣礦（英語：Powellite）是一種含鈣鉬酸鹽礦物，化學式為CaMoO4。 鉬鈣礦晶體為四方-雙錐型晶體結構，呈透明金剛光澤，有藍色、綠棕色、黃色至灰色等顏色。它有明顯的解理，斷口為貝殼狀。它的莫氏硬度為3.5-4，比重為4.25。它與白鎢礦形成固溶體系列。它的折射率为 nω=1.974和nε=1.984。
鉬鈣礦於1891年首次由William Harlow Melville在愛達荷州亞當斯縣孔雀礦中首次描述，並以美國探險家和地質學家约翰·威斯利·鲍威尔的名字命名。
它出現在近地表氧化帶內的熱液鉬礦床中。它也是偉晶岩、輝綠岩和玄武岩的一種罕見礦物相。與鉬鈣礦伴生的礦物包括輝鉬礦、铁钼华、辉沸石、浊沸石和鱼眼石。

## 延伸閱讀
- Palache, C., H. Berman, and C. Frondel (1951) Dana’s System of Mineralogy, (7th edition), v. II, pp. 1079–1081.